# Bäitjanjaure
Bäitjanjaure är en sjö i Krokoms kommun i Jämtland och ingår i Indalsälvens huvudavrinningsområde. Sjön har en area på 0,424 kvadratkilometer och ligger 797,8 meter över havet.

## Delavrinningsområde
Bäitjanjaure ingår i det delavrinningsområde (708337-139060) som SMHI kallar för Utloppet av Bäitjanjaure. Medelhöjden är 848 meter över havet och ytan är 1,98 kvadratkilometer. Det finns inga avrinningsområden uppströms utan avrinningsområdet är högsta punkten. Vattendraget som avvattnar avrinningsområdet har biflödesordning 4, vilket innebär att vattnet flödar genom totalt 4 vattendrag innan det når havet efter 301 kilometer. Avrinningsområdet består mestadels av kalfjäll (80 procent). Avrinningsområdet har 0,39 kvadratkilometer vattenytor vilket ger det en sjöprocent på 19,7 procent.